# Киприан Старозагорски
Киприан е висш български духовник, от 11 декември 2016 година старозагорски митрополит на Българската православна църква.

## Биография
Роден е на 8 март 1976 година в Казанлък със светското име Огнян Добринов Казанджиев. През 1995 г. завършва средно музикално образование в Казанлък. На 1 септември 1996 г. приема монашество в Рилския ставропигиален манастир от епископ Йоан Драговитийски, с духовен старец митрополит Панкратий Старозагорски. На 8 септември 1996 г. е ръкоположен за йеродякон в Павел баня, а от 14 септември 1996 г. е йеромонах в храма „Свети Николай“ в Стара Загора. Изпълнява послушанието ефимерий в Казанлъшкия манастир „Света Богородица“ и успоредно завършва двугодишния курс на Софийската духовна семинария „Света Йоан Рилски“ от октомври 1996 до края на 1998 г. След това е приет в клира на Врачанската епархия като изпълняващ длъжността игумен на Тържишкия манастир „Свети пророк Илия“. Следва в Богословския факултет на Софийския университет „Свети Климент Охридски“. От 2000 г. е протосингел на Врачанската митрополия. На 31 август 2003 г. е възведен в архимандритско достойнство. От февруари 2006 г. до 1 август 2007 г. е изпратен на послушание като протосингел на епархията на САЩ, Канада и Австралия. След това е назначен за протосингел на Врачанската митрополия.
На 3 март 2008 г. е хиротонисан за епископ с титлата траянополски в катедралния храм „Свети Апостоли“ във Враца и е назначен за викарий на врачанския митрополит.
На 11 декември 2016 года с 8 гласа „за“ от общо 13 гласа Светият Синод го избира за Старозагорски митрополит.
От 14 декември 2016 г. поради тежко заболяване на митрополит Калиник Врачански е назначен за временно управляващ Врачанската епархия. А след смъртта на митрополит Калиник на 26 декември 2016 г., Светият Синод на 28 декември определя митрополит Киприан за наместник на овдовелия епархийски престол на Враца със задачата да проведе избор за нов врачански митрополит в уставния тримесечен срок. На 2 март 2017 година епископ Григорий Браницки е избран за нов Врачански митрополит.